# Годы странствий
Годы странствий (Години скитане) е двадесети студиен албум на Валери Леонтиев. Издаден е от лейбъла Монолит Рекодрс и включва 17 песниПесен Человек дождя, Маргарита, Дельтаплан, После праздника, Исчезли солнечные дни и Параходы е презаписана.

## Песни от албума
1. Голуби (remix)
2. Облаком
3. После праздника
4. Помоги
5. Рио-Гранде
6. Петербург
7. Пароходы
8. Боже, дай
9. Человек дождя
10. Криминаль танго
11. Дельтаплан
12. Бродяга-аккордеон
13. Исчезли солнечные дни
14. Вышла Мэри на дорогу
15. Маргарита
16. El Condor pasa
17. Годы странствий